# Frederic Pujulà i Vallès
Frederic Pujulà i Vallès (Palamós, el Baix Empordà, 12 de novembre del 1877 – Barjamon, Var, França, 14 de febrer del 1963) fou un escriptor i esperantista català.

## Biografia
De petit residí a Cuba. Posteriorment estudià Dret a Barcelona, publicà contes i articles en diverses publicacions catalanistes i fou redactor de Joventut. Paral·lelament estudià l'esperanto i col·laborà en la seva difusió des de la mateixa Joventut i des de La Veu de Catalunya (on escrigué sota el pseudònim Tamen). El 1906 publicà la Gramàtica catalana de la llengua internacional esperanto. El 1909 aprofità el seu càrrec de director del 5è Congrés Internacional d'Esperanto a Barcelona per donar a conèixer a tot el món l'existència de la llengua i cultura catalanes. Col·laborà també a La Revuo i a la Kataluna Antologio. També escrigué obres de teatre en català com El geni (1904) i El boig (1907). El 1912 va publicar l'obra Homes artificials, considerada la primera novel·la de ciència-ficció en català. Com a curiositat, un dels personatges de l'obra és Pompeu Gener. Dins de l'àmbit de la ciència-ficció catalana Pujulà va introduir dos temes: la droga –que afecta la relació entre l'individu i la societat– i els androides com a éssers creats en un laboratori, en contraposició als robots i altres autòmats.
La seva intervenció com a soldat a la Primera Guerra Mundial fou voluntària, com la d'altres combatents catalans. Estigué casat amb Germaine Rebours.

## Obra

### En català
- Obres de teatre 
  - El geni (1904)
  - El boig (1907, segona part d'El geni)
  - Dintre la gàbia (1906, amb Emili Tintorer)
  - La veu del poble i El poble de la veu (1910, amb Lluís Via)
- Narracions 
  - Titelles febles (1902)
  - Creuant la plana morta (Biblioteca Nova Catalunya, 1903)
  - El metge nou (1903)
  - La ELLA d'en Vademecum (Biblioteca Nova Catalunya, 1904)
  - Homes artificials (1912) considerada la primera novel·la de ciència-ficció en català. Edicions Pleniluni, 1986, 84-85752-22-8

- Estudi de Francesc Pi i Margall (1902), recull de set articles seus apareguts a Joventut
- Traduccions al català: 
  - Més enllà de les forces, de l'escriptor noruec Bjørnstjerne Bjørnson (1904)
  - Kaatje, peça en vers de l'escriptor belga Paul Spaak (1914)
  - Diverses novel·les de Georges Simenon

### En esperanto
- Naivulo
- Karabandolo la plugisto
- Fiŝkaptisto kaj rigardanto
- La grafo erarinta (1908)

- Monòlegs
  - La Rompantoj (1907)
  - Senhejmulo
  - La Pipamanto
- Obres de teatre 
  - Aŭtunaj ventoj (1909)
  - Novelo (1908)